# Perth-observatoriet
Perth-observatoriet, är ett observatorium i Perth, Western Australia. Det byggdes 1896.
Minor Planet Center listar observatoriet som Perth Observatory och som upptäckare av 29 asteroider.
Asteroiden 3953 Perth är uppkallad efter observatoriet.

## Asteroider upptäckta av Perth-observatoriet
| 1806 Derice    | 13 juni 1971    |
| 1978 Patrice   | 13 juni 1971    |
| 2167 Erin      | 1 juni 1971     |
| 2382 Nonie     | 13 april 1977   |
| 2993 Wendy     | 4 augusti 1970  |
| 2994 Flynn     | 14 augusti 1975 |
| 3188 Jekabsons | 28 juli 1978    |
| 3301 Jansje    | 6 februari 1978 |
| 3422 Reid      | 28 juli 1978    |
| 3541 Graham    | 18 juni 1984    |

| 3731 Hancock      | 20 februari 1984 |
| 3764 Holmesacourt | 10 oktober 1980  |
| 4362 Carlisle     | 1 augusti 1978   |
| 4469 Utting       | 1 augusti 1978   |
| 4620 Bickley      | 28 juli 1978     |
| 4987 Flamsteed    | 20 mars 1980     |
| 5542 Moffatt      | 6 augusti 1978   |
| 5840 Raybrown     | 28 juli 1978     |
| 7110 Johnpearse   | 7 december 1983  |
| 8138 Craigbowers  | 20 mars 1980     |

| (9264) 1978 OQ   | 28 juli 1978      |
| (9928) 1981 WE9  | 16 november 1981  |
| (10268) 1979 HW6 | 26 april 1979     |
| (11472) 1981 SE9 | 24 september 1981 |
| (12194) 1979 KO1 | 24 maj 1979       |
| (12216) 1981 WF9 | 16 november 1981  |
| (14337) 1981 WJ9 | 16 november 1981  |
| (19616) 1999 OS3 | 24 juli 1999      |
| (34997) 1978 OP  | 28 juli 1978      |